# Nothe (Wüstung)
Nothe ist vermutlich eine Wüstung in der Flur von (Groß-)Osterhausen.

## Lage
In der nordwestlichen Ecke der Flur von (Groß-)Osterhausen findet sich eine Stelle, die „Nothmark“ heißt.

## Geschichte
In einer Urkunde vom 29. September 1053 wird ein Ort namens „Noethe“ erwähnt, in welchem die Gosecker Pfalzgrafen begütert sind und diesen, zusammen mit anderen Ländereien, dem Kloster Goseck zur Weihe der Klosterkirche schenkten.
Im Jahre 1473 wird Nothe als wüst erwähnt.
Ob es sich bei dem in der Urkunde genannten Ort um Nothe bei Osterhausen handelt, ist nicht sicher.